# Средњовековна филозофија
Средњовековна филозофија је филозофија која се развијала у областима Средоземља, Европе и Блиског истока током средњовековног периода (приближно од 5. до 15. века). Овај појам обухвата хришћанску, исламску и јудејску филозофију.
Средњовековна филозофија се развила из потребе тумачења објављених верских догми, с једне стране, и под утицајем поновно откривене античке филозофије, с друге. Филозофија се у средњем веку углавном сматрала „слушкињом теологије“ (лат. ancilla theologiae), а филозофи су махом били теолози и свештеници. Преовлађујуће теме средњовековне филозофије биле су однос вере и разума, предодређења и слободе воље, домети и ограничења људске спознаје, проблем универзалија и докази постојања Бога.

## Основне теме

### Однос вере и разума
Један од главних проблема средњовековне филозофије био је како задржати објављене верске истине, а ипак усвајати и слободно развијати филозофско знање. Средњовековни филозофи већином настоје да омогуће рационално тумачење вере. Задатак који себи задају је да, остајући верни својој религији, искористе што више античке мудрости у развоју теологије.

### Предодређење и слобода воље
Предодређење (лат. praedestinatio) је схватање по којем су сва дешавања унапред предодређена Божјом вољом. Слободна воља (лат. liberum arbitrium) је стање у којем су мисли и понашање неке особе одређени сопственом вољом, а не спољашњим чиниоцима. Предодређеност не мора нужно искључивати слободну вољу, оно је само подређује божјој милости.
Предодређење у хришћанско-теолошком смислу је божја одлука по којој су неки људи унапред одређени за спасење, а други осуђени на вечно проклетство. Учење о предестинацији, тј. о спасењу које не зависи од људске слободне воље него од божје милости, развио је Свети Августин у расправи са Пелагијем, као консеквенцу свога учења о источном греху. Иако човек може поседовати „слободну вољу“ у смислу избора поступака, човек ипак нема праву слободу да избегне грех, јер је грех својствен сваком поступку који направимо. За Августина, човек је маса греха (лат. massa peccati). Касније је у Католичкој цркви ово учење потиснуо римски семи-пелагијанизам. Према томистичкој традицији слобода воље јесте човеково својство којим је он господар својих дела, а потиче од тога што се човек одлучује о алтернативама избора на темељу своје разумске спознаје.
У исламу, веровање у предодређеност (кадер) подразумева да је свезнајући Бог (Алах) одредио све што ће се десити. Он је створио створења према своме праисконском знању и мудрости. Њему је све познато и то је записано у „Левхимахфузу“. Алах је хтео да створења постоје и он их је створио и ништа се не дешава нити постоји без његове воље и стварања.

### Проблем универзалија
Проблем универзалија је спор у метафизици око тога да ли универзалије (општи појмови) реално постоје и какав је њихов однос према појединачним стварима. Расправа о универзалијама је на неки начин била наставак Аристотелове расправе са Платоном. Постојање универзалија је било средишње питање сколастике. Два главна становишта у овој дебати су: реалистичко које тврди да општи појмови реално постоје и номиналистичко које сматра да постоје само појединачне ствари, а да су општи појмови само имена (номина). Унутар ових праваца постоје екстремне и умерене варијанте:
- екстремни реализам заступа платонистичко и новоплатонистичко гледиште да опште постоји реално, независно од појединачних ствари. Ово становиште изједначава степен општости са степеном бића те закључује да што је нешто општије, то је реалније.
- умерени реализам признаје егзистенцију универзалија, али тако да се општа бит индивидуално обликује у свакој појединачној ствари.
- ектремни номинализам сматра да постоје само појединачне ствари, а да је општи појам тек реч којом повезујемо више појединачних ствари.
- умерени номинализам (или концептуализам) држи да опште постоји у уму као појам, али не постоји реално као самостално биће.

У спору око универзалија Пјер Абелар је заузимао умерено становиште тврдећи да су унверзалије прво „пре ствари“ у божјем уму, затим „у стварима“ као једнакост њихових бити и коначно „после ствари“ као појмови у људском уму.

## Развој

### Хришћанска патристика
Патристиком се назива учење црквених отаца, односно утицајних теолога хришћанске цркве. Патристика има карактер догматске синтезе дотадашњег хришћанског предања, које укључује учење апостола, апологета и других значајних црквених писаца. Они који су писали на грчком се називају источни црквени оци док се они који су писали на латинском називају западни црквени оци. Неки од хришћанских црквених отаца (попут Оригена и светог Августина) се сматрају зачетницима средњовековне филозофије.

#### Василије Велики
Свети Василије Велики (око 329—379) је био утицајни теолог и епископ Кесареје у Кападокији (Мала Азија). Школовао се у Атини где је учио филозофију, граматику, реторику, астрологију, физику и остале науке тога времена, код чувеног учитеља Евула. Написао је Упутство младићима о употреби хеленске литературе, где објашњава како треба прихватати античку филозофију.

#### Евномије
| „         | Знам Бога као што он зна себе. | ” |
| —Евномије |                                |   |

Евномије († 393) је био хришћански теолог и епископ Кизика у Мизији. Заступао је неоплатонистичко учење о именима и спознаји Бога. Евномије је тврдио да постоји веза између имена и суштине и да различитост имена одговара различитости у суштини предмета. Према Евномију, имена, односно појмови, су дати човеку и Бог их је усадио у човекову душу. Упоредно са именима чулних ствари, човек поседује и имена ствари које достиже умом. То су божанска имена. Тако постоји једно име које припада само Богу и не може се применити на творевину, а то је „нерођен“. Бог, као „нерођен“, „беспочетан, несложен, неизменљив, само је један“. За Евномија, једини истинити човеков циљ је спознаја Бога. Божанска суштина је доступна људском сазнању и Бог од људи тражи само једно, да га познају. Тврдњу да Бога није могуће спознати сматрао је уводом у безбожност. Његово учење је осуђено као јерес.

#### Августин
Блажени Августин (354—430) је био утицајни хришћански филозоф и епископ Хипона у северној Африци. Његова филозофија је била под утицајем Платона и новоплатонизма. Бог је узрок и сврха свега, предобар и свемогућ. Све добро потиче од њега, зло је само недостатак добра. Човек има слободну вољу коју му је дао Бог да би могао добро чинити и поштено живети. Иако Бог унапред зна за будуће догађаје (види предодређење), човек је одговоран за своје делање јер га чини слободном вољом. Историја је непрестана борба добра и зла, а циљ историје је божија држава, у чијем остварењу Црква има водећу улогу. Августин заступа линеарно поимање времена, за разлику од Грка који су сматрали да се свет обнавља у циклусима сличним смени годишњих доба. У епистемологији тврди да је једино вера прави пут до спознаје. Излаз из сумње налази у изразу: „сумњам, дакле јесам“, која му пружа самоизвесност.
| „                                     | Ко може сумњати да живи, да се сећа, да увиђа, хоће, мисли, да зна и суди? Па и онда када неко сумња он живи; када сумња, сећа се онога у шта сумња; када сумња, увиђа да сумња; када сумња, жели да буде сигуран; када сумња, мисли; када сумња, зна да нешто не зна; када сумња, просуђује да се с нечим не треба олако сложити. У шта год друго неко сумњао, не сме сумњати у све ово. Јер кад свега тога не би било, не би могло бити ни сумње. | ” |
| — Аурелије Августин, О тројству, X 10 | |   |

Према Августину, првобитни грех затомљује Божју милост у човечјој души. Без обзира колико се неко трудио, његова врлина га никада неће учинити достојним бескрајне светости Божје. Само Божјим сувереним избором да милост прошири на нас, спасење је могуће.

#### Пелагије
Пелагије (354—420/440) је био аскета из 5. века који је учио да човек има моћ да чини добро и да ради на свом спасењу, те да сопственим напорима може стећи морално савршенство. Порицао је да првобитни грех Адама и Еве затомљује потоње генерације. Адамов грех итиче само као „лош пример“ поколењима, али његов поступак нема других последица по људску природу. Човечанство има пуну моћ, и пуну одговорност, за сопствено спасење и за сопствене грехе. Расправа Пелагија и светог Августина је значајно утицала на каснија схватања Божје милости у хришћанству. Његово учење о слободној вољи, познато као пелагијанизам, је осуђено на Концилу у Картаги 417. на Августинов захтев.

#### Боетије
Боетије (480—524/525) је био римски хришћански филозоф с почетка 6. века, који представља спону између старогрчке и средњовековне филозофије. Надимак „последњи Римљанин“ је добио због изузетне привржености антици. Себи је задао задатак да Западу преведе и представи сва Платонова и Аристотелова дела. Међутим, доспевши у немилост владара, то није успео да сврши. У затвору је написао своје најпознатије дело „Утеха филозофије“.
| „                            | Ако је срећа највеће добро бића, које живи по разуму, и ако оно, што се на било који начин може одузети, није највеће добро, јер се пред њим истиче оно, што се не може уграбити, очито је да несталност удеса не може потпомагати стицање среће. Притом онај, којег вуче та непостојана срећа, или зна да је она непроменљива, или не зна. Ако не зна, како ли може бити сретан удес заснован на заслепљености незнања? Ако пак зна, нужно је да се боји, да не би изгубио оно, за што не сумња да се може изгубити, па му зато непрекидан страх не допушта, да буде сретан. Или пак, ако то изгуби, држи да не мора за то марити? И по томе је оно добро, чији се губитак може равнодушно подносити, заиста врло незнатно. | ” |
| — Утеха филозофије (124—125) | |   |

### Византијска теологија
Византијски цар Јустинијан I током своје владавине укида све нехришћанске (античке) филозофске школе у Атини. Чувену Платонову Академију је затворио 529. године, што се често узима као крај антике. Након затварања Академије, неоплатонизам је у Византији наставио да се развија у оквиру хришћанске филозофије.
Преостали чланови Академије потражили су уточиште у Сасанидском царству код краља Хозроја I, преносећи драгоцене списе у његову престоницу Ктесифон. Академија у егзилу, као важна неоплатонистичка школа, је наставила да постоји најмање до 10. века, доприносећи очувању грчке мудрости у оквиру исламске филозофије.

#### Псеудо-Дионисије
У 6. веку су се у Атини појавили списи непознатог аутора, који је остао упамћен као Псеудо-Дионисије Ареопагит. Списи језиком грчке филозофије, полазећи од неоплатонистичких идеја, говоре о именима божијим и о небеској и црквеној хијерархији. Списи псеудо-Дионисија Аеропагите су извршили огроман утицај на развој византијске теолошке мисли у наредних неколико векова. У 9. веку (827. н. е.) их је на латински превео ирски свештеник и филозоф, Јован Скот Еријугена.

#### Максим Исповедник
Максим Исповедник (581—662) је био хришћански монах и византијски теолог, који је за живота осуђен као јеретик, а након смрти проглашен за свеца. Свети Максим је творац широког теолошког система којим је синтетизовао хришћанску мисао од Оригена до Псеудо-Дионисија Ареопагита, под чијим је снажним утицајем био. Максим је изучавао и хеленску неоплатонистичку филозофију, укључујући мислиоце попут Плотина и Прокла. Он је хришћанству прилагодио Платоново учење да је човечанство створено по слици Бога и да је сврха спасења да поново успостави човекову заједницу са Богом. Бог се, услед своје безмерне љубави према човеку, оваплоћује, постаје човек, док се човек из љубави према Богу обожује. Стање обожења Максим описује као „вечнокретно мировање“ или „мирујућу вечнокретност“ (грч. αεικινητος στασις) сједињујући два наизглед супротна термина — мировање (стасис) и покрет (кинесис). Кретање природе је кретање према Богу, које започиње стварањем. Мировање у Богу, које се испуњује обожењем, је есхатолошки циљ због кога је човек уведен у постојање. Мирујућа вечнокретност означава чињеницу да је Бог „бесконачни океан“, и учествовање човека у тој бесконачности повлачи са собом неку врсту покрета, односно вечног раста.
| „                                         | Бог је један, беспочетан, недосежан; у себи садржи све могућности бића, а истовремено искључује сваку помисао о где и како. Неприступан је и није ни у једном бивствујућем у природним појавама спознатљив. | ” |
| — Максим Исповедник, Гностички стослови I | |   |

#### Исак Сирин
Исак Сирин (око 620—700) био је хришћански аскета, теолог и мистик, арапског порекла. Оставивши епископство, повукао се у усамљеништво на планину Матут (југозападни Иран), где се посветио созерцавању и екстази. Његова теологија садржи неоплатонске идеје које је вероватно стекао из студија Дионисија Ареопагита. Бог као љубав је централна идеја његове теологије. Божја љубав је главни разлог стварања света и покретачка сила свега. Стање одвојености од Божје љубави је неприродно и Бог неће допустити отпалима да вечно остану у том стању. Максим је сматрао да ће Бог, услед своје неограничене љубави, створењима донети свеопште спасење. Он ће спасити и оне који су пали (укључујући и демоне), али не против њихове воље, већ њиховим сазревањем. Да би се човек приближио Богом, мора се прво удаљити од света. За Максима је свет општи појам који обухвата све појединачне страсти.
| „            | Без удаљавања од света нико не може да се приближи Богу. Удаљавање ја не називам пресељење телом, већ одстрањење од светских дела. Врлина удаљавања од света се састоји у томе да се ум не бави светом. | ” |
| — Исак Сирин | |   |

#### Јован Дамаскин
Јован Дамаскин (око 676—749) је био свестрано образован сиријски монах, пореклом из Дамаска, који се бавио теологијом, правом, филозофијом и музиком. Његово најзначајније дело је Извор сазнања (Πηγὴ γνώσεως), које започиње „Филозофским поглављима“ у којима каже да: „Нема ничег драгоценијег од знања“ које је светлост и уз помоћ кога престајемо да будемо „бесловесне животиње“, а које се стиче учењем и радом. Затим износи низ одредаба филозофије, између осталог:
- „Филозофија је сазнање бића, онаквог какво оно јесте, односно познавање природе бића.“
- „Филозофија је познање божанских и човечанских ствари, односно онога што је видљиво, и онога што је невидљиво.“
- „Филозофија је, такође промишљање о смрти, о добровољној и физичкој смрти.“
- „Филозофија је такође уподобљење Богу, колико је то могуће човеку, а уподобљујемо се Богу по мудрости, то јест по истинском знању добра и по праведности и по светости.“
- „Филозофија је уметност свих уметности и наука свих наука, јер филозофија је почетак сваке уметности (вештине), јер помоћу ње је нађена свака уметност и свака наука.“
- „Филозофија је љубав према мудрости, а истинска мудрост је Бог, дакле љубав према Богу и јесте истинска филозофија.“

Напослетку, Јован Дамаскин образлаже да је „орган“ филозофије дијалектика, која подразумева познавање „словесности“ односно логичке структуре мишљења. Он дијалектику посматра као слушкињу теологије која служи да би засновала догму (истину) и да би обарала јереси (заблуде). У овом систематичном делу је скупљена целокупна дотадашња патристичка традиција, те га неки пореде с каснијом Сумом теологије Томе Аквинског.

#### Симеон Нови Богослов
Симеон Нови Богослов (око 949—1022) је био византијски монах и мистички писац. Његова мистичка теологија представља посебну фазу у развију грчке духовности која је започела још крајем 2. века. Њена средишња тема јесте уверење да, примењујући уобичајене методе умне молитве, човек може доживети контемплативну „визију светлости“, што је симболични назив за просветљење које мистик спознаје приликом сусрета с божанским. Симеон је наглашавао да такво искуство могу постићи сви који се дубински посвете молитвеном животу те да је темељно за тумачење Светог писма. Године 1009, морао се повући с овог положаја у Хризопољ близу Цариграда због превише строгог управљања манастиром и због сукоба с цариградским патријархом око метода духовности. Писао је писао катихезе, теолошке и етичке проповеди, писма, Химне о љубави божјој (у којима описује своја духовна искуства) и стослове тј. низове од по стотину афоризама.
| „                      | Бог је свет, и саопштава од своје светлости онима са којима се сједињује по мери њиховог очишћења. | ” |
| — Симеон Нови Богослов | |   |

#### Григорије Палама
Григорије Палама (1296—1359) је био последњи велики средњовековни византијски теолог. Он у православној теологији разрађује учење о обожењу и божанским енергијама. Спорећи са латинским теологом Варлаамом, који је обожење сводио на подражавање Бога, Палама наводи да је обожење стварно учествовање, лично општење са Богом. Он сматра таворску светлост исијавањем божанства и тиме потврђује могућност обожења, супроставивши се метафизичким схватањима о немогућности учешћа у божанској суштини. Палама разликује теолошке појмове хипостаза и енергија, којима одговарају различити начини сједињења. Јединство по хипостази, својствено је Исусу Христу; јединство по енергијама или благодат, приступачно је човеку. На цариградским саборима 1347. и 1351. године, којима председава цар Јован VI Кантакузин, расправља се о правоверности Паламине доктрине. Након подуже расправе, сабор закључује да у Богу постоји разликовање између суштине и енергије и да је божанска енергија нестворена, потврђујући правоверност паламовске доктрине. Ипак, и после сабора се настављају критике, како од православних тако и католичких теолога.

### Латинска схоластика
У средњем веку, на западу Европе мало ко је знао грчки. То је ограничавало упознавање са античком филозофијом. Платонови списи су већ били познати преко хришћанског неоплатонизма, али Аристотелови текстови су на Запад стигли тек преко Арапа. Када су преведени на латински утицали су на хришћанску схоластику. Схоластика је филозофски покрет својствен нарочито средњовековним школама и универзитетима од 12. до раног 16. века, карактеристичан како по методу тако и по садржају. По методу, изразитим наглашавањем систематизовања знања и строгом употребом логике; по садржају, сталним настојањем да се филозофско рационално расуђиваше примени не само на филозофију и науку, већ и на основна хришћанска уверења која се не темеље на разуму, него на откривењу Светог писма.

#### Јован Скот Еријугена
Јован Скот Еријугена (810—877) је био ирски представник хришћанског неоплатонизма, филозоф и песник. Сматра се првим великим средњовековне схоластике. Јован Еријугена своје филозофско учење темељи на мистичко-неоплатонским списима Псеудо-Дионисија Ареопагите, које је са грчког превео на латински. Филозофија му се одликује ноеплатонистичким схватањем Једног и степеновањем природе. У расправи око проблема универзалија заступао је реалистичко гледиште. Један је од ретких хришћанских филозофа који филозофију није подредио теологији. Сматра да ако би дошло до размимоилажења вере и црквених догми, неопходно је извршити истраживања заснована на разуму.
| „                      | Прави ауторитет не спречава прави разум, нити прави разум прави ауторитет. Обоје потичу из истог извора, тј. божанског знања ... Слаб је сваки ауторитет који није потврђен истинским разумом, а истинском разуму није неопходно да буде потврђен било каквим ауторитетом. | ” |
| — Јован Скот Еријугена | |   |

#### Анселмо Кентерберијски
Анселмо Кентерберијски (1033—1109) је био италијански филозоф, теолог и надбискуп од Кентерберија од 1093. до 1109. године. Сматра се једним од оснивача схоластике, а чувен је и по онтолошком аргументу о постојању бога. Анселмо се отворено супротстављао крсташким ратовима. На великом концилу у Барију бранио је доктрину о Светом духу, по чему се Католичка црква разликовала од Православне. Остао је чувен по изреци Credo ut intelligam („верујем, да бих спознао“), која изражава методолошки принцип мишљења у средњем веку.

#### Пјер Абелар
Пјер Абелар (1079—1142) је био француски теолог и филозоф, који је предавао у Паризу, све до одласка у манастир након трагичне љубавне афере. Био је поборник рационализма и један од оснивача схоластичке теологије. У спису под називом Да и Не (Sic et Non), следећи гесло „Сумњајући почињемо да преиспитујемо, а преиспитујући откривамо истину“, пружио је одговор на 158 кључних питања хришћанске теологије. Абеларово следеће дело Теологија о доктрини светог Тројства, спаљено је као дело јеретика. У расправи око универзалија, заступао је позицију да опште постоји у уму као појам. Инспирисан својим учитељем номиналистом Росцелином, Пјер је сматрао да само индивидуе могу бити описане као ствар (’res’), и да језик представља апстракцију од ових ствари. ’Vox’ или ’nomen’ језика не може представљати ствар, већ само концепт, пошто својства које индивидуе међусобно деле нису ствари по себи него резултати менталног деловања. Опште није ни празан звук, ни ствар, већ појам који мноштво појединачног повезује и организује у јединство, али који постоји само ако га ум схвата. Разумевање ствари, које је неопходно да би реч имала смисао, јесте део истинитог разумевања ствари у уму Божјем.

#### Хилдегарда Бингенска
Хилдегарда Бингенска (1098—1179) је била немачка часна сестра, мистик, композитор и филозоф. Од своје ране младости, Хилдегарда је тврдила да има религиозне визије. Своје визије је сакупила у три књиге: прва и најзначајнија Scivias (Знати пут) завршену 1151, Liber vitae meritorum (Књига животних заслуга) и De operatione Dei (О Божјим делањима).

#### Герман Далматински
Герман Далматински је био средњовековни словенски филозоф, научник, астроном, астролог, преводилац и важан посредник између европске и арапске науке и филозофије 12. века. У свом делу De essentiis (О битима), износи властити систем филозофије природе спајајући западноевропску традицију платонизма и арапску традицију Аристотелове природне филозофије. Радио је на првом европском преводу Курана на латински језик.

#### Алберт Велики
Алберт Велики (1193/1206—1280) је био диоминикански фратар и немачки филозоф који је постао познат по свом опсежном знању и залагању за мирољубиву коегзистенцију науке и религије. Био је први средњовековни интелектуалац, који је применио Аристотелову филозофију на хришћанско учење свога времена. Филозофију је темељио на природној светлости ума, која долази од Бога. Сматра да ум може доћи до многих истина, али да су неке од Бога објављене истине разумски несхватљиве, као нпр истина о тројству. Алберт између филозофије и теологије не види сукоб, јер су обе дате од Бога. По питању универзалија, сматра да опште у божјем уму постоји пре ствари. Опште је од Бога и даје бит стварима. Касније опште постоји и у појединачним стварима, па тако људски ум спознаје универзалије, али након стварања ствари. Спознају је тумачио као откривање општег у стварима. Пошто је опште од Бога Алберт сматра да спознајом на тај начин долазимо до Бога. Тома Аквински је био његов најславнији ученик.

#### Тома Аквински
Тома Аквински (око 1225—1274) је био италијански доминикански филозоф и теолог, познат као Doctor Angelicus, Doctor Universalis. За Аквинског, теологија као наука о нужном бићу бога надређена је филозофији као науци о коначном бићу створених ствари. Тома Аквински сматра Аристотела врхунцем знања у свим питањима спознаје природе (назива га једноставно Филозоф), а изван њега остају само питања о натприродним стварима. Тома жели прилагодити његову филозофију како би она била примерена за објашњења истина објаве и догми цркве. Изградио је строг логички систем примерен хришћанском тумачењу света, који представља врхунац сколастике. Он обнавља јединство ума и вере, знања и објаве, тврдећи да истина не може противречити истини, истина ума не може противречити истини вере. Првобитно је његово учење наилазило на оптужбе, но касније су све повучене - доминиканци га прво прихватају за свог учитеља, а касније постаје и признати учитељ Католичке цркве.
| „                | Људски закон има утолико својство закона уколико је у складу са здравим разумом. Кад је, напротив, један закон у супротности за здравим разумом, назива се неправедним законом; у таквом случају престаје бити законом и више постаје чином насиља. | ” |
| — Сума теологије | |   |

#### Вилијам Окамски
Вилијам Окамски (око 1285—1347) је био енглески филозоф и фрањевачки фратар. Он пориче схоластички однос вере и ума, односно филозофије и теологије. За њега, наука и вера су хетерогени; научно истраживање се мора усмерити ка збиљи а искуство прихватити као извор сваке спознаје. Захтева слободу филозофског истраживања, као и религиозног уверења и живота. Сматра да се теологија треба ослањати само на веру, а не на доказе ума. Виљем Окамски је био пионир номинализма. Бранио је позиције да постоји само појединачно, а не над-индивидуалне универзалије или форме и да су универзалије само продукт апстракције људског мозга и да заправо не постоје само по себи. Дао је значајан допринос логици својим принципом познатим као Окамова оштрица. Окамова оштрица значи да за објашњење неког феномена треба претпоставити што је могуће мање претпоставки, елиминишући, тј. одсецајући као оштрицом све сувишне претпоставке, које не доприносе предвиђањима теорије. Када више различитих теорија има једнаку могућност предвиђања, принцип препоручује да се уведе што је могуће мање претпоставки и да се постулира са што је могуће мање хипотетичких ентитета. У политици је значајно допринео развоју западних уставних идеја, посебно оних о ограниченој одговорној власти.

### Исламска филозофија
Исламска филозофија је била веома развијена у средњем веку, а поготово у периоду који се назива златни век ислама. Преко арапских превода су многа античка дела грчких филозофа, пре свега Аристотела, стигла на западне универзитете. Посебно у Ал-Андалузу под влашћу Мавара, у раздобљу од 711. до 1492. године, дошло је до плодотворног сусрета исламске, хришћанске и јеврејске филозофије. Поред филозофије, у исламском свету су биле веома развијене и разне природне науке.

#### Ал Кинди
Ал Кинди (око 801—873) је био арапски свестрани научник који се бавио филозофијом, метафизиком, физиком, астрологијом, астрономијом, хемијом, логиком, математиком, музиком, медицином, психологијом, криптографијом и метеорологијом. Ал Кинди је био први арапски филозоф аристотеловске традиције, чувен по својим настојањима да уведе хеленистичку филозофију у арапски свет. Такође је одиграо значајну улогу у увођењу индијских бројева у исламски и хришћански свет. Средишња тема његових списа јесте сагласност филозофије и исламске теологије. Многа његова дела говоре о природи Божа, о души и пророчком виђењу.

#### Ал-Фараби
Ал-Фараби (око 870—950) је био један од првих филозофа који су пренели Аристотелову логику у исламски свет. Исцрпно је коментарисао Аристотелове списе из логике, и развио Аристотелов опис интелекта. С аристотелизмом покушава да повеже и неке новоплатонистичке тезе. Његово дело „Град врлина“ представља верзију Платонове „Државе“, која је опис идеалног друштва где цветају све врлине.

#### Ибн Сина
Ибн Сина (латинизовано: Авицена) (980—1037) је био водећи персијски исламски филозоф и свестрани научник. Своју филозофију је већим делом темељио на аристотелизму и неоплатонизму, који је покушавао да споји са исламским верским представама. Он сматра да је задатак филозофије да осветли и докаже истине које је Бог објавио. Ибн Сина је заступао метафизичко учење према којем процес светског збивања нема почетка ни краја у времену. Према Авицени „дахр“ је непролазни тренутак у којем се распростире Божја присутност, тј. оно што је похрањено у унутрашњости времена и што у себи садржи непрекидно трајање (та'рифат). Он тврди да је принцип појединачности материја, а принцип општости ум. Стога сматра да је истинска спознаја немогућа без космичког ума, који је јединствен код свих људи. У питању око универзалија, Абу-Али Ибн Сина је умерени реалиста: за њега општи (универзалије) појмови постоје пре ствари, у стварима и иза ствари (лат. ante res, in rebus i post res). Тако божански ум претходи стварима, док људски ум долази после њих. Главно Авиценино дело, велика филозофска енциклопедија, подељена је на логику, физику, математику и метафизику. По наређењу калифа спаљена је 1160. у Багдаду.

#### Ал-Газали
Ал-Газали (1058—1111), познат као Алгазел у средњовековној Европи, је био исламски филозоф, теолог, правник, психолог и мистик персијског порекла. Ал-Газали се памти као борац за превласт искуственог над умним знањем и откривења над резоновањем. У филозофији, повезивао је спознајнотеоријски скептицизам и новоплатонске елементе с исламским теолошким учењем, на основу којег критикује целокупну филозофију. Посебно је занимљиво његово радикално одбацивање узрочности и тврдња о непостојању нужне везе између узрока и последице. У том је смислу претеча каснијим скептичким и оказионалистичким системима.

#### Ибн Рушд
Ибн Рушд (латинизовано: Авероес) (1126—1198) је био андалузијско-арапски филозоф и лекар, учитељ филозофије и исламског права, математике, и медицине. Аристотела је проучавао скоро три деценије, и написао је коментаре за скоро сва његова дела, изузев његове Политике, којој није имао приступ. Пре 1150. је постојало само неколико преведених Аристотелових дела у западној Европи. Кроз латинске преводе Авероесових дела у 12. веку, на се запад вратило Аристотелово учење. Тома Аквински је Авероеса једноставно називао „Коментатором“ као што је Аристотела називао „Филозофом“. Његово најзначајније оригинално филозофско дело је Недоследност недоследности (Tahafut al-tahafut), у коме је бранио аристотеловску филозофију од ел Газалијевих тврдњи у Недоследности филозофа (Tahafut al-falasifa). Авероес је покушавао да помири аристотеловски начин мишљења са исламом. Према Авероесу, не постоји сукоб између религије и филозофије, већ човек може доћи до истине на два различита начина: путем филозофије или путем религије. Веровао је у вечност универзума и у постојање пре-постојећих форми.

#### Ибн Араби
Ибн Араби (1165—1240) је био средњовековни арапски филозоф, суфи мистик и песник из Андалуза. У филозофији је остао понајвише упамћен по свом онтолошком учењу о јединству бића (ар. Wahdat-ul-Wujood) и заступању идеје о трансцендентном јединству свих религијских форми. Ибн Араби је настојао да оствари синтезу западне и источне мистичне филозофије, користећи разнородне изворе - Куран и исламску традицију, неоплатонизам, суфизам, хришћански мистицизам, јеврејске писце кабалистичке традиције и слично. Због тога је од заступника правоверног ислама често проглашаван за јеретика и неверника.
| „           | Овај свет је пуки привид: он нема стварно постојање. И то је оно што се назива уобразиљом (khayal). За тебе је управо уобразиља самостална стварност, сасвим различита и независна од апсолутне стварности, иако она то никако није ... Знај да си и ти само једна уобразиља. И све што опажаш и када себи говориш „то нисам ја“, такође је уобразиља. Према томе, читав постојећи свет је уобразиља унутар уобразиље. | ” |
| — Ибн Араби | |   |

#### Ибн Халдун
Ибн Халдун (1332—1406) је био средњовековни арапски историчар и филозоф који је живио и стварао у Тунису. У његовој филозофији је значајна теорија о цикличном схватању историје. Ту своју теорију представио је у делу „Општа историја“ свјетске цивилизације које се састоји из седам томова. Он је веровао да се циклуси мењају сваких 120 година. Ибн Халдун по први пут разграничава државу од друштва, чиме се разликује од грчке филозофије. Халдун помоћу начина производње објашњава и настанак државе.

### Јеврејска филозофија
Рана јеврејска филозофија почиње са Филоном Александријским (око 20. п. н. е. - 40), који је користио алегорије које би трансформисале библијске личности и места у универзалне симболе и вредности. Рабински јудаизам се стриктно ограђивао и чак био агресивно расположен према било каквом виду израза грчке филозофије, укључујући и текстове Филона. Традиција јеврејске филозофске теологије која користи Филонове списе потиче тек из 9. века, након њиховог прихватања у исламском свету. Садиха Гаон (Saadiha Gaon) (882—942) је уобличио своје филозофско дело преко теолошких трактата исламских теолога који су бранили слободу воље.

#### Ибн Габирол
Ибн Габирол (латинизовано Авицеброн; око 1021—1058) је био шпанско-јеврејски филозоф и песник из Андалузије. Сматра се једним од најзначајнијих представника неоплатонистичке средњовековне филозофе. У свом најважнијем делу „Извор живота“ (Yanbūʿ al-Hayāh) покушава принцип божјег стварања из ничега спојити с идејом еманације.
Воља је основни стваралачки узрок света, „извор живота“. Авицеброн упоређује свет с дрветом. Корени дрвета су материја, гране — пролазне супстанције, лишће — индивидуална обележја, цветови — душе а плодови — анђели. Та његова слика се касније често сусреће у хришћанској схоластици.

#### Ибн Дауд
Ибн Дауд (1110—1180) је био је био шпанско-јеврејски филозоф, историчар и астроном. Свој аристотелизам је црпео од Авицене и других средњовековних исламских филозофа. Његово најпознатије дело је „Узвишена вера“ (хеб. ha-Emunah ha-Ramah; ар. Al-'akidah al-Rafiyah) представља први систематски покушај интеграције аристотелизма у јеврејску филозофију. Међутим, неколико деценија касније други јеврејски филозоф Мојсије Мајмонид, издаје капитално дело „Водич за збуњене“ (Moreh Nevukhim), те Бен Давидов спис „Узвишена вера“, остаје у Мајмонидовој сенци.

#### Мојсије Мајмонид
Мојсије Мајмонид (латинизовано: Мајмонидес) (1135—1204) је био јеврејски филозоф, теолог, математичар, астроном и лекар. Иако рођен у Кордоби, из родне Шпаније бежи због верских прогона у Мароко и Египат, где је у Каиру држао предавања из филозофије, теологије и медицине. Написао је више астрономских и математичких расправа и медицинских трактата на арапском с теоријама знатно испред времена у којем је живео. Мајмонидесова етика се заснива на вери у слободу човечије воље и његово делање. Сматрао је Аристотела највећим филозофом и настојао веру довести у склад с античком филозофијом. У најважнијем филозофском делу „Водич збуњенима“ покушао је да заснује религију на разумским основама, што је изазвало жестоку осуду ортодоксних присталица јудаизма. Неке његове књиге су спаљене.

## Напомена
1. ↑  Тренутно се води спор о томе да ли је био хрватски или словеначки филозоф. Нема спора око тога да је био словенски.[тражи се извор]